# Mieczysław Wójcicki
Mieczysław Wójcicki (ur. 1928 w Tomaszowie Mazowieckim, zm. 2 maja 2007 w Łodzi) – polski dziennikarz sportowy.
Pracę jako dziennikarz rozpoczął w 1951 r. w „Głosie Robotniczym”, współpracował później z „Głosem Porannym”, „Przeglądem Sportowym”, „Tempem” i „Sportem”, a w ostatnich latach z lokalnym dodatkiem do „Gazety Wyborczej”. Jak korespondent relacjonował między innymi igrzyska olimpijskie w Monachium w 1972 r., w Moskwie w 1980 r. oraz piłkarskie mistrzostwa świata w Hiszpanii w 1982 r. i w Meksyku w 1986 r. Był członkiem zarządu Klubu Dziennikarzy Sportowych SDP. Szczególnie zasłużony dla promocji sportu w województwie łódzkim.